# Luis Zenón Urrutia Infante
Luis Zenón Urrutia Infante (Concepción, 4 de diciembre de 1908 - Santiago, 29 de enero de 1975) fue un político conservador chileno. Hijo del exparlamentario Zenón Urrutia Manzano y Avelina Infante Sanders. Estudió en el Colegio de los Sagrados Corazones o Padres Franceses de Concepción. Se trasladó a Santiago de Chile, donde contrajo matrimonio con Rosa Barros Pérez-Cotapos (1939).

## Actividades políticas
Militante del Partido Conservador. Inició sus actividades políticas fundado el Movimiento Nacional de la Juventud Conservadora de Chile. Se desempeñó como funcionario del Ministerio de Relaciones Exteriores (1929-1932).
Fue elegido diputado por la 17.ª agrupación departamental, correspondiente a las comunas de Talcahuano, Tomé, Concepción y Yumbel  (1941-1945), participando de la comisión permanente de Asistencia Médico-Social e Higiene.

## Membresías
Miembro del Instituto Chileno de Investigaciones Genealógicas y vicepresidente del mismo (1950-1954), además de miembro de la Academia Chilena de la Historia. Socio del Círculo Portaliano, de la Sociedad Chilena de Historia y Geografía y del Club Concepción.